# Vaazhkai (film, 1949)
Pour plus de détails, voir Fiche technique et Distribution.
Vaazhkai est un film d'orientation sociale (en) du cinéma indien, en tamoul, de 1949, produit et réalisé par A. V. Meiyappan (en). Il met en vedette Vyjayanthimala, pour ses débuts à l'écran, avec M. S. Draupadi, T. R. Ramachandran (en) et S. V. Sahasranamam (en) qui forment la distribution d'ensemble avec de nombreux acteurs apparaissant dans d'autres rôles importants.
À sa sortie, le film est bien accueilli et il remporte le prix du meilleur film tamoul lors de la 1ère édition des Film Fans' Association Awards. Vyjayanthimala et M. S. Draupadi reçoivent respectivement le deuxième et le troisième prix des meilleurs acteurs tamoul. Le film bat également  quelques records au box-office en Inde du Sud. Un an plus tard, le film est réédité dans une nouvelle version avec certaines séquences de chansons en couleur teintée à la main.
Le film sort simultanément en télougou sous le titre Jeevitham (1950). Il est ensuite refait, en langue hindi, sous le titre Bahar (1951). Vyjayanthimala joue le rôle principal dans toutes ces versions avec Meiyappan comme producteur.

## Synopsis
Murthi (S. V. Sahasranamam) vient dans un village et passe du temps avec Meenakshi (M.S. Draupadi) et part pour sa ville natale. Après être retourné là-bas, il veut épouser Mohana (Vyjayanthimala) tandis que Mohana aime Nathan (T. R, Ramachandran). Lakshmi découvre qu'elle est enceinte et va voir Murthi, qui clame son ignorance. Elle se jette dans la mer dans une tentative de suicide. Un passant la sauve et elle a son bébé. Elle laisse le bébé à Nathan, dans sa voiture. Il s'occupe du bébé et doit faire face à de nombreux problèmes. En apprenant l'existence du bébé, Mohana devient suspicieux. Finalement, les actions de Murthi sont dévoilées et il accepte Meenakshi comme épouse tandis que Mohana et Nathan se réunissent.

## Fiche technique
Sauf indication contraire, les informations mentionnées dans cette section peuvent être confirmées par la base de données cinématographiques IMDb,  présente dans la section « Liens externes ».
- Titre : Vaazhkai
- Réalisation : A. V. Meiyappan (en)
- Scénario : P. Neelakantan (en)
- Production : AVM Productions (en)
- Langue : Hindi
- Genre : Film d'orientation sociale (en)
- Durée : 170 minutes (2 h 50)
- Date de sortie en salles :
  - Inde : 23 décembre 1949